# Камерний поп
Камерний поп (англ. chamber pop; також званий бароко-поп, іноді ототожнюється з оркестровим або симфонічним попом) — музичний жанр, що поєднує рок-музику зі складним використанням струнних, валторн, фортепіано, вокальних гармоній та інших компонентів, запозичених з оркестрового та лаунж-попу 1960-х років, з акцентом на мелодію і текстуру.
Під час зародження камерної поп-музики у 1960-х роках продюсери, такі як Берт Бакарак, Лі Хейзлвуд та Браян Вілсон з гурту Beach Boys, були тими, хто формував цей жанр. Продюсування Вілсоном альбомів Beach Boys Pet Sounds та Smile вважається особливо впливовим на жанр. З початку 1970-х до початку 1990-х більшість камерних поп-гуртів майже не мали успіху в мейнстрімі. Занепад жанру пояснювався дорожнечею гастрольної та звукозаписної логістики, а також небажанням звукозаписних лейблів фінансувати такі інструменти, як струнні, мідні та клавішні в альбомах артистів.
У середині 1990-х камерний поп розвинувся як піджанр інді-року або інді-попу, в якому музиканти виступали проти гітар з дисторшеном, естетики lo-fi та простих аранжувань, характерних для альтернативних або сучасних рок-гуртів тієї епохи. В Японії паралельно з цим рухом існував Shibuya-kei, ще один інді-жанр, який сформувався на тому самому підґрунті впливів. До 2000-х років термін «камерний поп» непослідовно застосовувався до різноманітних гуртів, чию творчість порівнювали з альбомом Pet Sounds.

## Визначення та початок

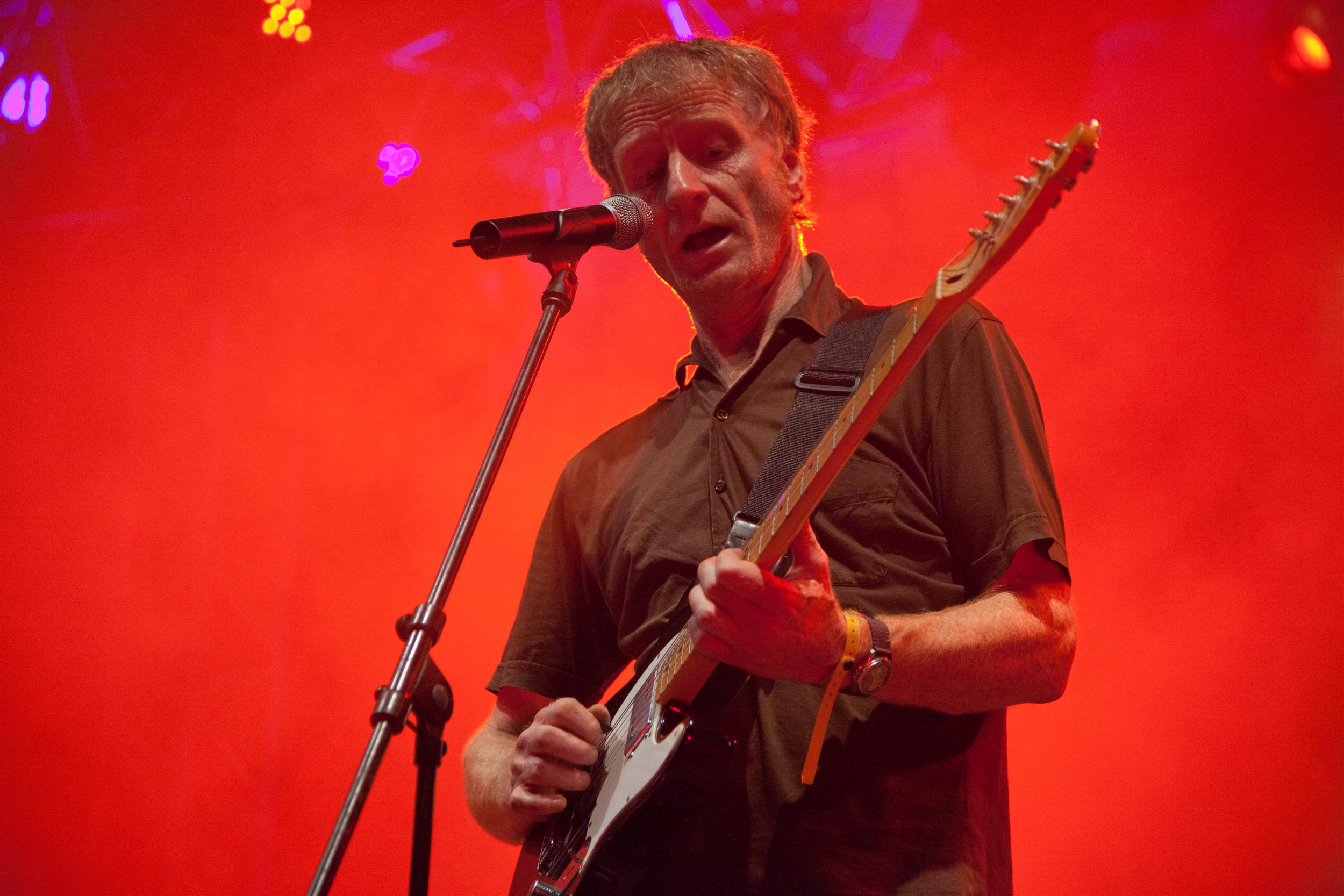
Виступ гурту The High Llamas у 2011 році (на фото — лідер Шон О'Хаґан)

Поєднання струнних секцій та рок-музики отримало назву «симфонічний поп», «камерний поп» та оркестровий поп (або скорочено «орк-поп»). Орк-поп відноситься до гілки андеграундних рок-музикантів, які мали спільні риси зі студійним альбомом Pet Sounds гурту Beach Boys 1966 року, таких як High Llamas та гурти з колективу Elephant 6. За словами Девіда Джермана з CMJ, ця назва була вигадкою рок-критиків, «охоплюючи всіх — від фанатів Beach Boys до шанувальників Бакарака та Манчіні». Камерний поп є стилістично різноманітним. AllMusic стверджували, що жанр продовжує «дух» бароко-попу 1960-х років, тоді як культурологи Джозеф Фішер та Браян Флота називають його «спадкоємцем» бароко-попу. Під сильним впливом багатих оркеструвань Берта Бакарака, Браяна Вілсона та Лі Хейзлвуда, виконавці камерної поп-музики знову зосередилися на мелодії та текстурі. Іншим важливим джерелом впливу був співак Скотт Вокер. Джим Фарбер з New York Daily News так описує жанр: «Уявіть, що Донован зустрічається з Бертом Бакараком».
Newsmakers вважає, що Pet Sounds Beach Boys допоміг визначити камерний поп як «інтимні, точно аранжовані пісні з роковим розмахом, але без блюзового галасу». Після альбому вийшла незавершена робота гурту 1966-67 років Smile, спільна робота Браяна Вілсона та автора текстів Ван Дейка Паркса, яка також сильно вплинула на жанр. За словами Шона О'Хейгена з гурту The High Llamas, альбом Pet Sounds став «початком великого експерименту в поп-музиці. Але йому не дозволили продовжитись, тому що рок-н-рол захопив все і зупинив його. Поп знову злетів лише в цьому десятилітті [1990-х]». Інший автор Карл Вілсон каже, що «хвороблива вразливість» Браяна, «використання нестандартних інструментів», «складні гармонії» і «сама Smile-сага» стали загальним орієнтиром для камерних поп-гуртів. Подібно до того, як орк-поп гурти поділяли любов до Вілсона, вони також захоплювалися творчістю один одного. Наприкінці 1980-х більшість записів Луї Філіпа для él Records також мали витончене використання оркестрів та голосів, які втілювали та визначали стиль камерної поп-музики.
Камерний поп був частиною ширшої тенденції, в якій брали участь музиканти, що відкидали традиційні рок-конвенції, такі як Tortoise і Stereolab, хоча ці конкретні гурти не вважаються орк-попом. Оркестрування жанру, як правило, складніше, ніж у рок-музиці, широко використовуючи духові та струнні інструменти. Він спирався на відродження лаунж-музики 1990-х років, але уникав жодного впливу інших сучасних стилів, таких як ґрандж, електроніка або альтернативна музика, зокрема, шипіння та дисторшн Lo-Fi останніх. Хоча сучасні рок-гурти, такі як Smashing Pumpkins, The Verve, Oasis та R.E.M. іноді використовували струнні, їхній підхід був значно менш складним. The High Llamas були одними з перших, хто передбачив моду на легку музику своїм альбомом Gideon Gaye 1993 року. О'Хейген вважав, що «існує хибна думка, що американський коледж-рок з крученими бейсбольними капелюхами і картатими сорочками є авантюрним, але це найбільш конформістська, корпоративна річ», а Ерік Метьюз додав: «Всі ці гурти звучать як Nirvana і Pearl Jam. Шкода, що їх не змогли розпізнати з самого початку, чим вони є насправді. Багато з них — це просто дуже простий рок для тупих хлопців».

## Поява та популярність
—Крейг Розен пише в Billboard, 1996
Фішер і Флота відстежували камерний поп «щонайменше» до середини 1990-х. За словами Наталі Валік з музичного магазину Newbury Comics, тодішній «відновлений інтерес до психоделії» і «перетин з коктейльною/лаунж-музикою, тому що ця музика [також] має оркестровку», ймовірно, сприяв продажам альбомів орк-попу, але гурти були обмежені лише помірним комерційним успіхом. Більшість музикантів були у віці після 20 років, і багато хто намагався досягти значного успіху в роздрібній торгівлі або на радіо порівняно з сучасним роком. У минулому звукозаписні компанії допомагали великим мультиінструментальним гуртам, фінансуючи такі інструменти, як струнні, валторни та клавішні в альбомах артистів, але з часом це стало рідкістю. Гастролі з повними струнними та духовими ансамблями також виявилися складними для деяких, що стало ще одним фактором, який завадив успіху цього жанру в мейнстрімі.
В Японії віддаленою паралеллю був розвиток Shibuya-kei, який також повернувся до тенденції висування на перший план таких інструментів, як струнні та валторни у своїх аранжуваннях. На формування жанру вплинула класична західна поп-музика, особливо оркестрові партії Берта Бакарака, Браяна Вілсона, Філа Спектора та Сержа Генсбура. На відміну від інших японських музичних сцен, його аудиторія не обов'язково була пов'язана з фанатами аніме, а скоріше з ентузіастами інді-попу. Частково це було пов'язано з тим, що багато гуртів поширювалися в США через великі інді-лейбли, такі як Matador та Grand Royal. Пік популярності Shibuya-kei припав на кінець 1990-х років, а потім занепав після того, як його головні гравці почали переходити до інших музичних стилів.
У 1996 році Крейг Розен у своєму описі орк-попу наводить приклади, серед яких Yum-Yum, the High Llamas, Річард Девіс, Ерік Метьюз, Spookey Ruben, Witch Hazel та Ліам Хейз (Plush). Метьюз, який співпрацював з Девісом у дуеті Cardinal, вважався провідною фігурою в орк-попі. Марія Шурр з Popmatters писала в ретроспективному огляді однойменного дебютного альбому Cardinal 1994 року: «У деяких колах [його] називають відповіддю епохи ґранджу на Pet Sounds, і, хоча він не був так широко цитований, як класика Beach Boys, він, безсумнівно, вплинув на більшу кількість неврівноважених інді-попперів, ніж можна було б очікувати.» Музичний журналіст Джим Дерогатіс асоціює орк-поп і камерний поп-рух з такими гуртами, як Yum-Yum, Cardinal і Lambchop.

## 2000-ні— дотепер
До 2009 року термін «камерний поп» став загальновживаним, і, за словами автора пісень Скотта Міллера, він «мав більше сенсу у застосуванні до Fleet Foxes, ніж до інших гуртів, до яких я бачив його застосування». Він також зазначив, що Pet Sounds став повсюдним об'єктом для порівняння; «[Якщо люди] радіють цьому, я маю вщипнути себе і подумати, що ніколи не думав, що доживу до цього дня.» Браян Ростер з Treblezine писав, що альбом Grizzly Bear Veckatimest був «знаковим дослідженням мінливих ландшафтів поп-музики 2009 року», який представляв собою спробу створити «свого роду скорочений підсумок ранніх днів камерної поп-музики».